# نادي أخبار النساء في نيويورك
نادي أخبار النساء في نيويورك (بالإنجليزية: Newswomen's Club of New York)‏ هي منظمة غير ربحية تركز على النساء العاملات في وسائل الإعلام في مدينة نيويورك. تأسست المنظمة في عام 1922 باسم نادي جريدة نيويورك للمرأة ضمّت المنظمة أشخاصًا معروفين مثل إليانور روزفلت، وهيلين روجرز ريد وآن أوهير ماكورميك من بين أعضائها. غيّرت المنظمة اسمها في عام 1971 لتشمل الأعضاء العاملين في المجلات ووسائل الإعلام الإذاعية. تقدم المنظمة جائزة «الصفحة الأولى» سنويًا لتكريم أبرز الإنجازات التي حققتها المرأة في مجال الصحافة.

## روابط خارجية
- Official website